# Helheim
În mitologia nordică, Helheim este una din cele 9 lumi, tărâmul morților, guvernat de zeița Hel. Aici ajung doar oamenii ce mor din cauza bolilor sau a bătrâneții.
Acest articol referitor la mitologia nordică  este deocamdată un ciot. Puteți ajuta Wikipedia prin completarea lui!